# 临晋文庙大成殿
临晋文庙大成殿是位于中国山西省运城市临猗县临晋镇西街，临晋县衙东侧，由县尹许荣创建于元至元十年（1273年），明、清两代均重修，目前建筑系清咸丰三年（1853年）知县鲁鸿畴重修。文庙占地原有十余亩，在战乱中，棂星门、明伦堂、尊经阁及两侧附属建筑均毁于一旦，仅存大成殿。
大成殿为歇山顶，面阔五间，进深六椽。殿顶装饰有华丽黄、蓝、绿、白等十多种色彩的彩色琉璃瓦，精雕细刻，鲜艳华丽。殿内有壁画，殿前有月台，左侧有1株千年唐柏。
2016年6月6日，临晋文庙大成殿公布为第五批山西省文物保护单位。